# Struktura sieciowa
Struktura sieciowa (ang. network) - zespół podmiotów i względnie trwałych więzi między nimi. 
Głównym elementem definiującym sieć są więzi kooperacyjne (dostawca-odbiorca). Siła więzi opiera się na zaufaniu oraz kontraktach długoterminowych. Sporządzane są często listy preferowanych (strategicznych) dostawców / odbiorców. Dzięki temu obniżane są koszty marketingu (po stronie dostawcy) i zaopatrzenia (po stronie odbiorcy). 
Najbardziej prymitywną formą struktury sieciowej są sieci przedstawicieli handlowych z umową na wyłączność. Z kolei bardzo złożone struktury obejmują wiele ogniw łańcucha kooperacyjnego. 
Są to typowe struktury mające zastosowanie na rynku B2B (ang. business-to-business). 

## Trwałość sieci
Czynnikiem trwałości sieci są powiązania własnościowe, gwarantujące choćby minimalny nadzór nad poczynaniami partnerów (poprzez udział w walnym zgromadzeniu czy radach nadzorczych). 
Tendencje dośrodkowe. Intensyfikacja powiązań własnościowych między współpracującymi partnerami może skutkować fuzjami i przejęciami, wówczas tworzą się struktury holdingowe lub jednolitej firmy o charakterze koncernu (kombinatu). 
Tendencje odśrodkowe. Występują, gdy któryś z uczestników układu zaczyna postrzegać swoją pozycję i sytuację jako nie dość korzystną, nie w pełni odpowiadającą jego aspiracjom. Wówczas zaczyna poszukiwać alternatywnych możliwości działania (dywersyfikacja dostaw lub odbiorców). 
(opracowano na podstawie [2], [4]).  

## Role w sieci
Uczestnicy sieci przyjmują jedną z trzech podstawowych ról [3]: 
- Architekt tworzy pierwotną sieć powiązań oraz mechanizm zapewniający jej trwałość, głównie definiuje początkową rolę poszczególnych uczestników (podział pracy) oraz zasady kooperacji (system umów, podział korzyści, kierunki i zasady transferu środków).
- Dozorca interweniuje w przypadku doraźnej potrzeby - w sytuacjach nieporozumień, zatargów czy konfliktów - celem ustabilizowania relacji,
- Broker operacyjnie koordynuje (kieruje) przedsięwzięciami, występuje jako lider konsorcjów, jest głównym "rozgrywającym".

## Sieci i prawo
Złożona struktura więzi handlowych i własnościowych powoduje wątpliwości związane z legalnością niektórych przedsięwzięć. Struktury sieciowe (ich uczestnicy) narażone są w szczególności na zarzuty z obszarów: 
- prawa podatkowego (stosowanie cen transferowych),
- prawa antymonopolowego (zmowy monopolistyczne oraz niedozwolone finansowanie skrośne).

W reakcji na nieprzejrzystość biznesów sieciowych w niektórych branżach stosuje się politykę deregulacji. W Europie i Ameryce Północnej branżami najbardziej narażonymi na zarzuty i deregulację są: telekomunikacja i elektroenergetyka. Najbardziej spektakularną operacją rządową tego typu było "rozwiązanie" przez rząd USA monopolistycznych firm: American Telephone & Telagraph (telekomunikacja) oraz Standard Oil (ropa naftowa); więcej na ten temat: [5] i [6]. 

## Pojęcia pokrewne
- sieć innowacyjna
- klaster przemysłowy